# ASOII
『ASOII -LAST GUARDIAN-』（エー・エス・オーツー ラストガーディアン）は、1991年にSNK（初代）から稼働されたアーケード用縦スクロールシューティングゲーム。日本国外では『Alpha Mission II』のタイトルで稼働された。
同社のアーケードゲーム『ASO』（1985年）の続編。自機「SYD」を操作し、地球侵略を目論む恐怖の破壊神「フルヴァレンス・グローマ」を倒す事を目的としている。
同年に家庭用ゲーム機としてのネオジオにて発売され、1994年にネオジオCDに移植された。2010年にはPlayStation 3およびPlayStation Portable用ソフトとしてネオジオステーションにて配信された他、2011年にはWii用ソフトとしてバーチャルコンソールにて配信、さらに2016年にはPlayStation 4用ソフトとして、2017年にはNintendo SwitchおよびXbox One用ソフトとしてそれぞれアケアカNEOGEOにて配信された。また、NEOGEO Xやネオジオ ミニなどの復刻版ハードにも収録された。
ゲーム誌『ゲーメスト』の企画「第5回ゲーメスト大賞」（1991年度）にてベストシューティング賞9位を獲得した。

## 概要
対地／対空を撃ち分ける『ゼビウス』（1983年）タイプの縦スクロールシューティングゲームである。全6エリア（エリア2は2部構成）で、特定の条件を満たした場合のみ、2周目に挑戦出来る。
本作は、ゲーム開始前に2つの操作パターンを選択することになる。1つは前作と同じ操作方法で、もう1つは1つのボタンでレーザーとミサイルを同時に発射出来る初心者向けの操作パターンになる。
前作同様、「キープ」をはじめとする多彩なアイテム・アーマー、誘導弾などがある。
難易度選択も可能（EASY、NORMAL、HARD、MVSの順）。また、プレイヤーの状況によっても展開が変化し、後半のエリアではEASYであってもノーミスで進めば敵の攻撃はそれなりに激しくなる。
後にSNK作品のイメージイラストを多数担当した森気楼のデビュー作でもある。

## ゲーム内容

### 前作からの主な変更点
- 所持金の概念が導入され、エリアをクリアするごとに各種アーマーを購入することができるようになった。所持金は道中のGポイントを取ることで増やせるほか、エリアクリア時にもボーナスとしてもらえる。
- 元々MVS向けに作られたため、横画面の縦スクロールシューティングになった。エリア3と6は左右にもスクロールする。
- 2人同時プレイが可能となり、ミスするとその場から再開される。
- アーマーの数が増えたが、今作ではプレイヤー1人につき最大5種までしかストックできない。
- アーマーの色分けによる火力の変化廃止。
- 常時表示していたエネルギーポイントは、アーマー装着時のみ表示に変更。上限は24ポイントに固定。
- 前作ではS/L/Mのポイントは3つ揃えないと効果が発動されなかったが、今作では1つで効果が発動される。

### アーマー
前作同様にヘッド、左ウイング、右ウイングを同種のパーツを揃えて初めて完成する。当然、揃える途中で別のアーマーパーツを取ってしまうと全てリセットされてしまう。またパーツは出現直後にアーマーの名前が表示されるので、視覚的にどのアーマーのパーツかがわかりやすくなっている。
取ったパーツは、画面上部にアーマーの名前つきで表示される。2人同時プレイ時はアーマーを完成させた方のプレイヤーにアーマーが追加される。
道中でCボタンを押すと画面上方に現在所持しているアーマーの一覧が表示され、レバー左右で使うアーマーを選んでもう一度Cボタンを押すとアーマーが装着される。

#### アーマーの種類
レーザー（LASER）アーマー
前方に通常より高威力のレーザーを放つ。プレイヤー1でプレイした場合、初めから所持している。ボタン長押しで自機の左右に2つずつ分身が現れ、広範囲にレーザーを放つことが可能。
サイド（SIDE）アーマー
自機の両脇に砲台が装着され、より多彩な方向にショットを放つことができる。エリア1で最初に出てくるアーマーでもある。
シールド（SHIELD）アーマー
バリアーを張って敵の攻撃を防ぐ。被弾するごとにエネルギーを2ポイント消耗。当たり判定は大きくなるが、敵の発射する弾ならエネルギーのある限り完全防御するので、最も使い勝手のいいアーマーと言える。
前作では綴りが「SEALD」だったが、本作では正しい綴りに修正された。
ホーミング（HOME）アーマー
地上の敵に目掛けて、6つのミサイルを放つ。プレイヤー2で始めた場合、最初から所持している。
ファイヤー（FIRE）アーマー
前方に火炎放射。威力が高いが、このアーマーを装備した場合、通常のレーザーやミサイルは一切使用できなくなる。
ショットガン（SHOT）アーマー
前方2列に、赤く纏ったショットガンを放つ。地上にいる敵のみダメージ。
ニュークリア（NUKE）アーマー
アーマー先頭に装備された核弾頭ミサイルを発射する。発射したミサイルは一定距離経過後落下し、大きい円形の爆発を引き起こす。命中時のダメージは大きいが、弾速が遅く連射もできないのでボス戦以外には向かない。
バブル（BUB'L）アーマー
バブル状の泡を放つ。通常では破壊出来ない敵にも効果がある。隠し要素として、スコアの100の位を9にして6面ボスをバブルアーマーで倒す（トドメを刺す）と7面ボスに変化が現れる。
サンダー（THUNDER）アーマー
稲妻を画面全体に放ち、全ての敵と敵弾を破壊する。発動の際、自機は自動的に真ん中あたりに移動する。消費エネルギー・売値ともに最高クラス。
ブラックホール（BLACK）アーマー
前方にブラックホールを発射して、周囲の敵（空中のみ）を吸い込む。地上にもダメージは与えられる。ニュークリアと同じく、一定距離経過して効果が発動する。
フェニックス（PHNX）
ボタン長押しで自機が火の鳥に変化する。そのまま、敵に体当たりして攻撃という変わったアーマー。

### ポイントの種類
空中に浮遊している八面体形のカプセルを破壊するか、地上にあるパネルを破壊すると現れる。カプセルで出したポイントはレーザーで打つごとに、S→L→M→Gの順に変化する。
S（SPEED）ポイント（青）
自機のスピードが3段階までアップする。
L（LASER）ポイント（黄色）
自機の対空攻撃が3段階までパワーアップする。
M（MISSILE）ポイント（赤）
自機の対地攻撃が3段階までパワーアップする。
G（GOLD）ポイント
所持金が増える。黄色は1ゴールド、赤色は10ゴールド手に入る。所持金はドクロポイントを取ったり、コンティニューすると全て失われる。
K（KEEP）ポイント
今作では独立して現れる。自機がミスしても初期状態に戻らなくなる。ただし何度同じパネルを取っても、効果は1回分しか発動しない（1度ミスし、Kポイントを取らずに再びミスすると初期状態に戻ってしまう）。
E（ENERGY）ポイント
3種類あり、橙は1ポイント、青は5ポイント、赤だと全てのエネルギーがチャージされる。アーマーを装着している時のみ現れる。
W（WARP）ポイント（黄色）
一定の区間をワープ移動する。ワープ中は自機のみ攻撃可能。またワープ中はパネルが露出してポイントを回収できる。
1UPポイント（黄色）
残機が1機増える。前作と違い、エクステンドのファンファーレも鳴る。出現確率は低い。
R（REVERSE）ポイント（紫色）
一定の区間をリバースワープする。ワープと異なり、戻される途中にポイント回収はできない。敵やアイテムの出現数が有限のこのゲームでは、得点稼ぎの有効な手段となる。
裏S・L・Mポイント（紫色）
それぞれスピード、レーザー、ミサイルを1ランクパワーダウンさせる。
裏Eポイント（紫色）
エネルギーチャージが4ポイント失われる。アーマーを装着し、なおかつ5種類持っていると現れる。
ドクロポイント（紫色）
全てのキープ、所持金が失われパワーダウンする、最悪の裏ポイント。

## 移植版
| No. | タイトル                          | 発売日                        | 対応機種                           | 開発元        | 発売元             | メディア                              | 型式       | 備考             |
| --- | --------------------------------- | ----------------------------- | ---------------------------------- | ------------- | ------------------ | ------------------------------------- | ---------- | ---------------- |
| 1   | ASOII                             | 1991年7月1日 1991年           | ネオジオ                           | SNK           | SNK                | 47メガビットロムカセット              | NGH-007    |                  |
| 2   | ASOII                             | 1994年9月9日                  | ネオジオCD                         | SNK           | SNK                | CD-ROM                                | NGCD-007   |                  |
| 3   | ASOII                             | 2010年12月21日 2010年12月22日 | PlayStation 3 PlayStation Portable | M2            | SNKプレイモア      | ダウンロード （ネオジオステーション） | -          | ネオジオ版の移植 |
| 4   | ASOII                             | 2011年12月6日                 | Wii                                | SNK           | D4エンタープライズ | ダウンロード （バーチャルコンソール） | -          | ネオジオ版の移植 |
| 5   | ASOII                             | 2012年12月18日 2012年12月28日 | NEOGEO X                           | SNKプレイモア | SNKプレイモア      | 内蔵ゲーム                            | -          | ネオジオ版の移植 |
| 6   | ASOII                             | 2016年10月27日 2016年12月26日 | PlayStation 4                      | ハムスター    | ハムスター         | ダウンロード （アケアカNEOGEO）       | CUSA-06683 | MVS版の移植      |
| 7   | ASOII                             | INT 2017年4月6日              | Nintendo Switch                    | ハムスター    | ハムスター         | ダウンロード （アケアカNEOGEO）       | -          | MVS版の移植      |
| 8   | ASOII                             | 2017年4月27日                 | Xbox One                           | ハムスター    | ハムスター         | ダウンロード （アケアカNEOGEO）       | -          | MVS版の移植      |
| 9   | ASOII                             | 2018年7月24日                 | ネオジオ ミニ                      | SNK           | SNK                | 内蔵ゲーム                            | -          | ネオジオ版の移植 |
| 10  | ASOII                             | 2021年11月30日                | iOS Android                        | ハムスター    | SNK                | ダウンロード （アケアカNEOGEO）       | -          | MVS版の移植      |
| 11  | アケアカNEOGEO セレクション Vol.1 | 2024年12月12日                | Nintendo Switch                    | ハムスター    | SNK                | Switch用ゲームカード                  | -          | MVS版の移植      |

ネオジオ版
アーケードと基板の仕様は全く一緒なので、クレジットのシステムなどの細かな違い以外はゲーム内容の違いは無い。ROMカートリッジを使用しており、読み込み時間などもない。
ネオジオCD版
基本的にROMカートリッジ版とほとんど同じ内容だが、ソフトの定価がROM版に比べて非常に安い。その代わり読み込み時間が長い。
PlayStation 3、PlayStation Portable版
ネオジオ版の移植。ゲーム自体はネオジオ版と同じだが、自分のプレイ内容を記録したり、サウンドテストなど様々な機能が追加されている。
Wii版
ネオジオ版の移植。バーチャルコンソールは基本的にオリジナル版をほぼ忠実に移植するため、内容にネオジオ版との違いはない。
NEOGEO X版
ネオジオ版の移植。本体にプリインストールされているのが特徴。元は北米にあるTommo社によって開発され、1000台限定で日本向けに輸入された。そのためゲームも海外仕様となっている。
PlayStation 4版
MVS版の移植。海外版もプレイ出来たり、MVS用の筐体にあったブラウン管モニターを見ているような感覚でプレイする機能なども追加された。
Nintendo Switch版
MVS版の移植。
Xbox One版
MVS版の移植。
ネオジオ ミニ版
ネオジオ版の移植。本体はMVS筐体を模したものとなっているが、別売りのゲームパッドを接続してプレイすることも可能。

## スタッフ
- プロデューサー：川崎英吉
- 企画：KOHYAN（河野和人）
- サブ企画：SHIBA（しばたかずひろ）
- プログラマー：DATA TADA、MUGE-SAN、MAGI2、SHO CHAN、NISHIDON
- デザイナー：TOYOCHAN（田辺豊寿）、前田義久、MIKI、Y.KAWASE、HIGA、山口景泉、とくすえまさみ、MANO.
- サウンド：おさかようこ、JOJOHA KITAPI（北村芳彦）、KONNY（西田和弘）、TARKUN（田中敬一）
- スペシャル・サンクス：えばらやすはる、H.TANAKA、横山雅人、TOMI-YAN（冨田聖司）、PREDETOR-HIDEKI、STRIKER-IWATA、TOMEKICHI、TARA、DOM、KIKU-BEE、KUBOYON

## 評価
アーケード版
ゲーム誌『ゲーメスト』誌上で行われていた「第5回ゲーメスト大賞」（1991年度）において、読者投票によりベストシューティング賞で9位を獲得した。
ネオジオ版
ゲーム誌『ネオジオフリーク』が1997年に行った「ネオジオゲームツインレビュー」では3、5の合計8点となった。レビュアーは「前作よりずっと高難易度でアーマー数が増え収集する戦略性がありアーマー装備時の猛烈な攻撃力はいいが、横画面なため妙に広く感じる」、「通常攻撃が弱すぎて敵を倒しにくく爽快感があまりない」、「面によって特定の武器でないとクリア不可なのはかなり辛い」と、画面構成やゲームシステムに関して否定的な評価を下した。